# Torrimpietra
Torrimpietra är en frazione i kommunen Fiumicino inom storstadsregionen Rom i regionen Lazio i Italien. Namnet Torrimpietra kommer av Torre in Pietra, en borg från 1200-talet.
Mellan 1961 och 1993 utgjorde Torrimpietra Roms fyrtiosjätte zon med beteckningen Z. XLVI.

## Kyrkobyggnader
- Sant'Antonio Abate
- San Pietro
- Chiesa della Misericordia

## Monument och sevärdheter
- Castello di Torre on Pietra med kapellet Sant'Antonio Abate
- Complesso dell'Oasi
- Gruppo Archeologico del territorio cerite
- Torre di Pagliaccetto

## Kommunikationer
Järnvägsstation
- FL5 Torre in Pietra-Palidoro på linjen Livorno-Roma

### Webbkällor
- ”Torrimpietra” (på italienska). Enciclopedia on line. Treccani. Arkiverad från originalet den 23 januari 2020. https://archive.today/20200123120905/http://www.treccani.it/enciclopedia/torrimpietra/. Läst 23 januari 2020.